# Forum Ökologisch-Soziale Marktwirtschaft
Das Forum Ökologisch-Soziale Marktwirtschaft (FÖS) ist eine überparteiliche und unabhängige Denkfabrik, die zur Weiterentwicklung der sozialen zu einer ökosozialen Marktwirtschaft arbeitet. Das Ziel ist, dass Preise die ökologische und soziale Wahrheit sagen und Kosten weder verschleiert noch Dritten, der Gesellschaft oder künftigen Generationen aufgebürdet werden. Verursachungsgerechtigkeit und die Internalisierung externer Kosten von Umwelt- und Klimaschäden stehen im Zentrum der inhaltlichen Arbeit. Sie sollen durch ökonomische Instrumente wie z. B. CO2-Preis, Emissionshandel, Energie- und Ressourcensteuern und den Ab- und Umbau umweltschädlicher Subventionen und Steuerbegünstigungen erreicht werden.

## Arbeitsweise
Das FÖS erarbeitet Inhalte zu allen großen Sektoren (Energie, Industrie, Verkehr, Landwirtschaft) auf Basis von wissenschaftlichen Methoden, publiziert diese in Form von Studien, Policy Briefs u. ä. und trägt die Inhalte aktiv in die Netzwerkarbeit mit politischen, wissenschaftlichen und zivilgesellschaftlichen Akteuren.

## Historie
Der 1994 unter dem Namen „Förderverein Ökologische Steuerreform“ gegründete eingetragene Verein  hat seinen Sitz in Berlin. Am 1. Juni 2008 wurde im Rahmen einer Mitgliederversammlung eine Namensänderung beschlossen, um „den Vereinszweck und seine Ziele deutlicher im Vereinsnamen abzubilden“. Zum 1. Januar 2013 wurde eine Fusion mit dem Ökosozialen Forum Deutschland vollzogen.

## Finanzierung
Die Finanzierung wird auf der Homepage der Organisation öffentlich dargelegt. Größtenteils arbeitet das FÖS unabhängig und projektfinanziert. Die Projektfinanzierungen erfolgen insbesondere von der öffentlichen Hand, NGOs und Stiftungen, in geringem Umfang auch von Wirtschaftsunternehmen. Zusätzlich finanzieren Mitgliedsbeiträge und Spenden die Arbeit des FÖS.

## Ziele
Nach Auffassung des FÖS sollten Preise in einer ökologisch-sozialen Marktwirtschaft die ökologische und soziale Wahrheit sagen, um wirklich nachhaltige Investitions- und Konsumentscheidungen zu ermöglichen. Dabei sollen Kosten weder verschleiert noch Dritten, der Gesellschaft oder künftigen Generationen aufgebürdet, sondern transparent den Verursachern und Verursacherinnen zugeordnet werden. Die Steuerpolitik ermutigt ökologisch und sozial verträgliches Wirtschaften und belastet nicht-nachhaltige Geschäftsmodelle. Subventionen, die umweltschädliches Wirtschaften fördern, werden abgebaut. Dies eröffnet dem Staat die notwendigen finanziellen Spielräume zur Finanzierung notwendiger Investitionen in Infrastrukturen, Forschung und Entwicklung, in die Resilienz der Ökosysteme und reduziert die Schuldenlast künftiger Generationen.
Die Spielregeln der Marktwirtschaft werden so gestaltet, dass es für Einzelpersonen und Unternehmen rational ist, sich nachhaltig zu verhalten. Die Kräfte des Marktes arbeiten für einen sozial gerechten Wohlstand innerhalb der ökologischen Grenzen des Planeten.

## Organisation
Die Arbeit des FÖS wird vor allem durch die hauptamtlichen Mitarbeitenden geleistet. Carolin Schenuit ist seit 2020 geschäftsführende Vorständin. Der Aufsichtsrat bestellt den Vorstand, dem die Vereinsgeschäftsführung obliegt. Der Vorsitzende des Aufsichtsrates ist Kai Schlegelmilch. Der Beirat hat die Aufgabe, die Ziele des Vereins im gesellschaftlichen Raum mitzutragen und bei der Umsetzung mitzuwirken.
Das FÖS ist Mitglied im Dachverband der deutschen Natur-, Tier- und Umweltschutzorganisationen, der Klimaallianz Deutschland und gemäß Lobbyregistergesetz im Lobbyregister gelistet.

### Beirat
Ein Beirat mit Persönlichkeiten aus Politik, Wirtschaft und Wissenschaft unterstützt und berät das FÖS zu aktuellen und grundsätzlichen Fragen.
Mitglieder des Beirats sind u. a.:
- Hans Eichel, SPD
- Michael Schrodi, SPD
- Nina Scheer, SPD
- Katharina Beck, Bündnis 90/Die Grünen
- Ralph Lenkert, Die Linke
- Barbara Praetorius, HTW Berlin
- Achim Truger, Universität Duisburg-Essen
- Viviane Raddatz, WWF
- Angelika Zahrnt, IÖW
- Wolfgang Oels, Ecosia

## Adam-Smith-Preis für marktwirtschaftliche Umweltpolitik
Seit 2004 verleiht der Verein den Adam-Smith-Preis für marktwirtschaftliche Umweltpolitik. Den Preis bekamen verliehen:
- 2004: Hans Christoph Binswanger, Universität St. Gallen
- 2005: Dieter Ewringmann, Universität zu Köln
- 2006: Jürgen Trittin, Bündnis 90/Die Grünen
- 2007: Klaus Töpfer, CDU
- 2008: Barbara Hendricks, SPD und Reinhard Loske, Bündnis 90/Die Grünen
- 2009: Jos Delbeke, Europäischen Kommission
- 2010: Josef Göppel, CSU
- 2011: Ernst Ulrich von Weizsäcker, SPD
- 2012: Algirdas Šemeta, EU-Steuer-Kommissar
- 2013: Hans Eichel, ehemaliger Bundesfinanzminister
- 2014: Horst Köhler, ehemaliger Bundespräsident
- 2015: Janez Potočnik, UNEP International Resource Panels
- 2016: Claudia Kemfert, Deutsches Institut für Wirtschaftsforschung (DIW Berlin)
- 2018: Achim Steiner, Leiter des Entwicklungsprogramms der Vereinten Nationen
- 2019: Maja Göpel, Generalsekretärin des Wissenschaftlichen Beirats der Bundesregierung Globale Umweltveränderungen
- 2021: Mariana Mazzucato, University College London
- 2024: Angelika Zahrnt, ehemalige Vorsitzende des Bundes für Umwelt und Naturschutz Deutschland